# Walter Fechner
Robert Walter Fechner (* 16. Dezember 1878 in Mülheim an der Ruhr; † 7. Januar 1962 in Wiesbaden) war ein deutscher Kaufmann  und Mitglied des Provinziallandtages der Provinz Hessen-Nassau.

## Leben
Walter Fechner war als Kaufmann bei einer Wiesbadener Chemikaliengroßhandlung beschäftigt und im Nebenamt als Handelsrichter bei der Kammer für Handelssachen beim Amtsgericht Wiesbaden eingesetzt.
Von 1929 (für den Abgeordneten Ludwig Hansohn) bis 1932 hatte er ein Mandat für den Nassauischen Kommunallandtag des preußischen Regierungsbezirks Wiesbaden bzw. für den Provinziallandtag der Provinz Hessen-Nassau, wo er als Mitglied der Deutschen Demokratischen Partei im Finanz-, Geschäftsordnungs-, Wahlvorschlags-, Wahlprüfungs- sowie des Beamten- und Eingabenausschuss tätig war. 
1930/1931 war er stellvertretendes Mitglied des Provinzialausschusses; 1933 verzichtete er auf eine erneute Kandidatur. 